# 10. (Sächsisches) Infanterie-Regiment (Reichswehr)
Das 10. (Sächsisches) Infanterie-Regiment war ein Regiment der Reichswehr.

## Geschichte
Das Regiment wurde am 1. Januar 1921 aus den Reichswehr-Infanterie-Regimentern 23 und 24 des Übergangsheeres gebildet. Am 29. Mai 1922 erhielt das Regiment zusätzlich zu seinem Namen die landsmannschaftliche Bezeichnung „Sächsisches“.
Im Zuge der Vergrößerung der Reichswehr wurde das Regiment 1934 in der ersten Aufstellungswelle geteilt und daraus das Infanterie-Regiment Dresden und das Infanterie-Regiment Potsdam gebildet.

### Garnisonen
- Dresden: Regimentsstab, I. (Jäger)Bataillon
- Bautzen: II. Bataillon mit Stab
- Dresden: III. Bataillon mit Stab und 13. (MW)-Kompanie
- Löbau: Ausbildungs-Bataillon

### Kommandeure
| Nr. | Name                                       | Beginn der Berufung | Ende der Berufung  |
| --- | ------------------------------------------ | ------------------- | ------------------ |
| 1.  | Oberstleutnant/Oberst Johannes Kretzschmar | 1. Januar 1921      | 1923               |
| 2.  | Oberst Georg Bock von Wülfingen            | 1923                | 31. Januar 1925    |
| 3.  | Oberst Alexander von Falkenhausen          | 1. Februar 1925     | 31. Januar 1927    |
| 4.  | Oberst Otto Schroeder                      | 1. Februar 1927     | 1928               |
| 5.  | Oberst Paul Hausser                        | 1928                | 31. Oktober 1930   |
| 6.  | Oberst/Generalmajor Arthur Boltze          | 1. November 1930    | 30. September 1933 |
| 7.  | Oberst ???                                 | 1. Oktober 1933     | ???                |

## Organisation

### Verbandszugehörigkeit
Das Regiment unterstand dem Infanterieführer IV der 4. Division in Magdeburg.

### Gliederung
Das Regiment bestand neben dem Regimentsstab mit Nachrichtenstaffel aus
I. Bataillon mit Stab und Nachrichtenstaffel, hervorgegangen aus dem Reichswehr-Infanterie-Regiment 23,
II. Bataillon mit Stab und Nachrichtenstaffel, hervorgegangen aus dem Reichswehr-Infanterie-Regiment 24,
III. Bataillon mit Stab und Nachrichtenstaffel, hervorgegangen aus den Reichswehr-Infanterie-Regimentern 23 und 24,
Ergänzungs-Bataillon, ab 23. März 1921 Ausbildungs-Bataillon, hervorgegangen aus dem Reichswehr-Infanterie-Regiment 24.
Jedes Feld-Bataillon gliederte sich zu drei Kompanien zu je drei Offizieren und 161 Unteroffizieren und Mannschaften (3/161) sowie einer MG-Kompanie (4/126). Insgesamt bestand ein Bataillon aus 18 Offizieren und Beamten (einschließlich Sanitätsoffizieren) und 658 Mann.

## Bewaffnung und Ausrüstung

### Hauptbewaffnung
Die Schützen waren mit dem Karabiner K98a ausgerüstet. Jeder Zug besaß ein leichtes Maschinengewehr MG 08/15.
In den MG-Kompanien bestanden jeweils der 1. Zug aus drei Gruppen mit drei schweren Maschinengewehren MG 08 auf Lafette, vierspännig gezogen, der 2. bis 4. Zug aus drei Gruppen mit drei schweren Maschinengewehren MG 08 auf Lafette, zweispännig gezogen.
Die schwersten Waffen des Regiments waren die Minenwerfer in der 13. Kompanie. Der 1. Zug war mit zwei mittleren Werfern 17 cm, vierspännig gezogen, ausgerüstet; der 2. und 3. Zug mit drei leichten Werfern 7,6 cm, zweispännig gefahren.

## Sonstiges

### Traditionsübernahme
Das Regiment übernahm 1921 die Tradition der alten Regimenter.
- 1. Kompanie: 1. Königlich Sächsisches Leib-Grenadier-Regiment Nr. 100
- 2. Kompanie: Schützen-(Füs.)-Regiment „Prinz Georg“ (Königlich Sächsisches) Nr. 108
- 3. Kompanie: Grenadier-Regiment „Kaiser Wilhelm, König von Preußen“ (2. Königlich Sächsisches) Nr. 101
- 4. Kompanie: Sächsische Fliegertruppe
- 5. und 8. Kompanie: Infanterie-Regiment „Großherzog Friedrich II. von Baden“ (4. Königlich Sächsisches) Nr. 103
- 6. und 7. Kompanie: 12. Königlich Sächsisches Infanterie-Regiment Nr. 177
- 9. Kompanie: 2. Königlich Sächsisches Jäger-Bataillon Nr. 13
- 10. Kompanie: 1. (Königlich Sächsisches) Pionier-Bataillon Nr. 12
- 11. Kompanie: 16. Königlich Sächsisches Infanterie-Regiment Nr. 182
- 12. Kompanie: 1. Königlich Sächsisches Jäger-Bataillon Nr. 12
- 13. Kompanie: Sächsische Minenwerfer-Truppe
- 14. und 15. Kompanie: Infanterie-Regiment „König Ludwig III. von Bayern“ (3. Königlich Sächsisches) Nr. 102
- 16. Kompanie: 13. Königlich Sächsisches Infanterie-Regiment Nr. 178